# Subretka
Subretka (fr. soubrette) – typ postaci występujący w operetce lub w operze komicznej, przedstawiający sprytną pokojówkę, służącą, posługującą się intrygami. Postać ta wywodzi się z komedii dell’arte.
Występuje m.in. w operetce Johanna Straussa Zemsta nietoperza (Adela). W Don Giovannim Mozarta tytułowy bohater próbuje także uwieść subretkę, jednak sama jej postać nie pojawia się na scenie (sporadycznie, w niektórych przedstawieniach, jest to epizodyczna rola niema).